# Estadio Único de Villa Mercedes
El Estadio Único de Villa Mercedes, también conocido como Estadio La Pedrera, y denominado en ocasiones como Estadio Único La Pedrera, es un recinto multipropósito ubicado en Villa Mercedes, en la provincia de San Luis, Argentina. Fue inaugurado el 8 de julio de 2017 con un partido de fútbol amistoso entre los amigos de Martín Palermo y los amigos de Fernando Cavenaghi, siendo el resultado final un 2-2. Actualmente cuenta con una capacidad para 30 000 espectadores.
El estadio fue inaugurado para espectáculos musicales con un concierto del cantante colombiano Maluma, el 2 de septiembre de 2017.

## Características
Con capacidad para 30 000 espectadores sentados, tiene tribunas techadas y un amplio estacionamiento. Incluye una cancha auxiliar con medidas FIFA y 2 playones auxiliares multifuncionales en hormigón alisado. El inmueble comprende 20 de las 66 hectáreas del Parque La Pedrera. Una de las cabeceras tiene incorporado, de manera fija, un escenario para la realización de espectáculos de convocatoria masiva (cómo conciertos). Posee 2 pantallas de LED de 110 m² cada una y un sistema de Iluminación de mercurio halogenado, especialmente diseñado para transmisiones televisivas.

## Recitales
2017
- Maluma

2018
- La Renga[6]

2019
- La Bersuit
- Tini Stoessel

2022
- Tini Stoessel
- Los Fundamentalistas del Aire Acondicionado

2023
- Trueno
- Babasónicos
- María Becerra